# Sinaloa (Sinaloa)

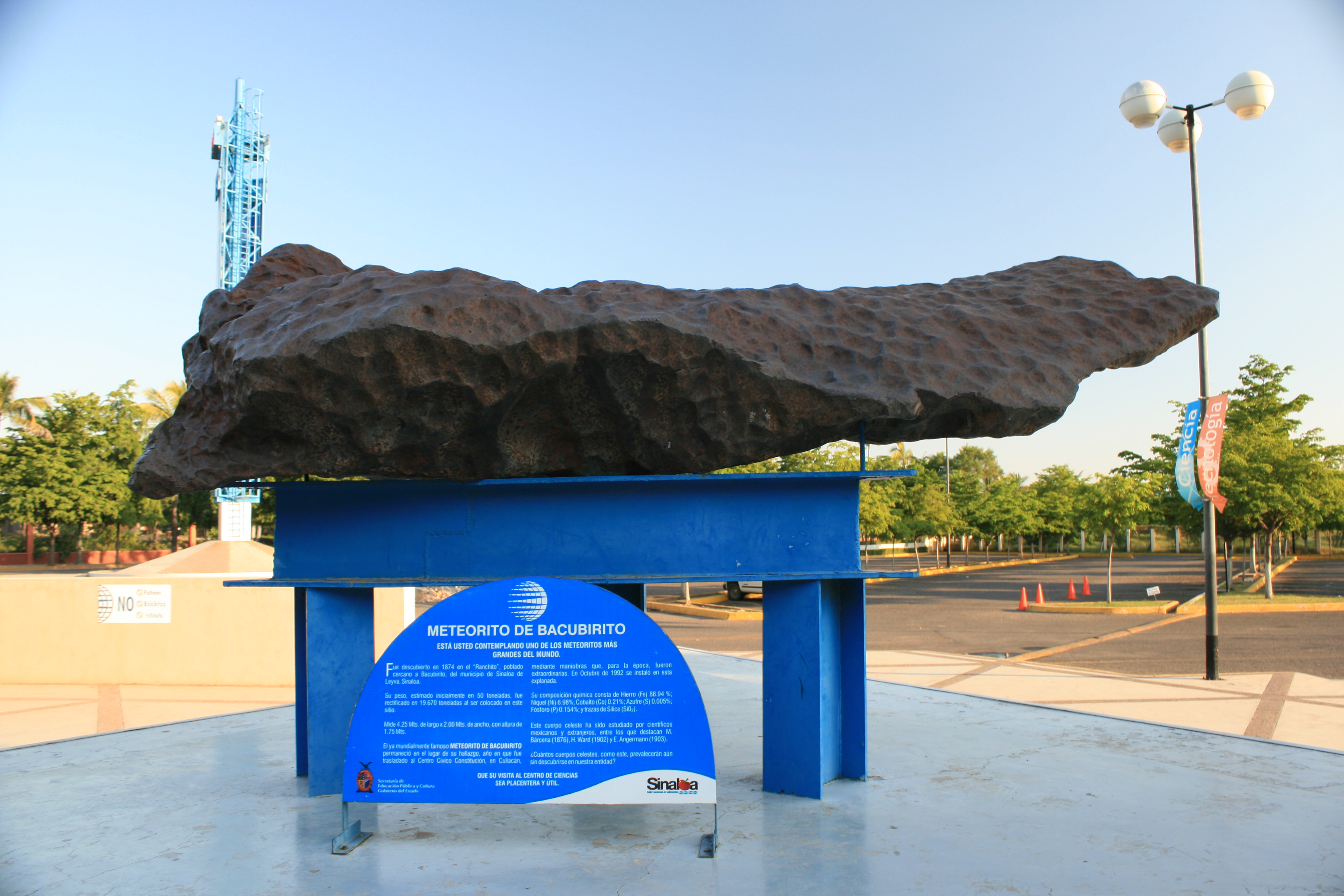
Uma fotografia de Sinaloa.

Sinaloa (Sinaloa) é um município do estado de Sinaloa, no México banhado por oceano pacífico. Sinaloa foi considerado estado em 1830. 
Sinaloa é principalmente uma área agrícola que produz trigo, grão de gelo, arroz, algodão, tabaco, cana-de-açúcar e outras culturas em terras irrigadas nos vales dos rios.